# Classe Yamato
La classe Yamato (大和型戦艦?, Yamatogata senkan) di navi da battaglia fu progettata dalla Marina imperiale giapponese nella seconda metà degli anni trenta e fu prevista all'inizio in cinque unità, poi ridotte a tre di cui una – la Shinano – convertita in portaerei. La Yamato e la Musashi, perciò, divennero le più grandi navi da battaglia della storia navale per dislocamento e armamento principale, articolato in tre torri triple con cannoni da 460 mm.
La classe rispondeva alla necessità, molto sentita dallo stato maggiore generale della marina, di dotarsi di navi qualitativamente eccellenti per sopperire alle non grandi capacità produttive dell'Impero nipponico, nonché per affrontare con un margine di vantaggio un possibile conflitto con gli Stati Uniti e batterne la marina in una sola, decisiva battaglia. Le corazzate entrarono in servizio dopo l'attacco di Pearl Harbor, formarono la 1ª Divisione corazzate ma fino all'estate 1944 rimasero ai margini della guerra, alternandosi nel ruolo di nave ammiraglia per la Flotta Combinata: erano ancorate o nella base di Truk oppure nelle acque metropolitane; la sola Yamato fu dispiegata per la battaglia delle Midway, senza comunque arrivare a tiro di qualche bersaglio. Furono presenti alla disastrosa battaglia del Mare delle Filippine (19-20 giugno 1944), durante la quale azionarono solo la contraerea, e poi furono investite di un ruolo importante per la battaglia del Golfo di Leyte (23-26 ottobre 1944) assieme al resto del naviglio pesante giapponese. La Musashi, però, fu affondata da attacchi aerei il 24 ottobre, dopo aver incassato decine di ordigni. La Yamato poté impiegare i propri pezzi da 460 mm contro obiettivi navali il giorno dopo, per la prima e unica volta; contribuì a distruggere alcuni cacciatorpediniere e portaerei di scorta statunitensi. Danneggiata, ripiegò in Giappone alla fine dell'anno, dove fu riparata e arricchita di armi contraeree.
La Marina imperiale inviò la Yamato con quel che rimaneva della 2ª Flotta a Okinawa, sulla quale erano sbarcati in forze gli Stati Uniti il 1º aprile 1945: il piano era far arenare la grande corazzata sulle coste e sostenere così la guarnigione con la sua formidabile artiglieria. In realtà la squadra fu individuata poco dopo aver lasciato le isole giapponesi e fu attaccata da stormi di aerei imbarcati quando si trovava ancora molto a nord-ovest di Okinawa. La Yamato soffrì in particolare i coordinati assalti degli aerosiluranti e cominciò ad affondare nel primo pomeriggio del 7 aprile, salvo essere annientata dalla deflagrazione dei depositi munizioni. Perì quasi il 90% del numeroso equipaggio (incluso il comandante) e furono tratti in salvo appena 270 uomini.

## Progetto
All'inizio degli anni trenta la Marina imperiale giapponese era vincolata ai trattati di Washington e di Londra che regolavano la quota di tonnellaggio per navi capitali delle cinque più grandi marine militari coeve. Queste restrizioni erano però mal tollerate dallo stato maggiore generale dell'arma che dal 1910, in caso di conflitto contro gli Stati Uniti e/o l'Impero britannico, riteneva di dover possedere una linea di battaglia forte di otto corazzate e otto incrociatori da battaglia. Sia gli accordi internazionali, sia le difficoltà economiche del primo dopoguerra posero fine a questo grandioso progetto e, pertanto, ufficiali e tecnici iniziarono a privilegiare una concezione qualitativa della marina – poche grandi navi, ma tecnologicamente avanzate e bene armate. Erano state perciò rimodernate (o stavano per iniziare il processo) le navi e gli incrociatori da battaglia già in servizio e, negli anni venti, era stata varata la classe Nagato di due unità.
Dopo l'occupazione della Manciuria nel 1931 e l'abbandono della Società delle Nazioni nel 1933, l'Impero giapponese annunciò nel dicembre 1934 che non riteneva più validi gli accordi per le limitazioni agli armamenti navali. Nell'autunno 1935 iniziò la progettazione di una classe di supercorazzate battezzata Yamato (大和?, lett. "grande armonia"/"isola montagna"), vecchia designazione della prefettura di Nara e uno degli antichi nomi del Giappone. La classe fu studiata in un momento particolare della storia navale, quando cioè l'aereo si stava affermando come importante strumento bellico ma la portaerei era quasi embrionale, le cui potenzialità non erano ancora né percepite, né immaginate. Lo stato maggiore generale inviò le seguenti specifiche:
- armamento su nove pezzi da 460 mm;
- corazzatura capace di resistere a proietti dello stesso calibro;
- protezione subacquea capace di resistere a siluri con testata di guerra da 300 chili;
- velocità massima 27 nodi;
- autonomia di 8 000 miglia (14 800 chilometri) a 18 nodi

Il dipartimento tecnico della Marina imperiale si trovò davanti una notevole sfida e produsse ben ventitré diversi progetti, cercando di far combaciare le caratteristiche volute; concordarono che ciò era possibile solo assumendo un tonnellaggio a vuoto superiore alle 60 000 tonnellate. Le cianografie definitive furono in ultimo accettate nel luglio 1936: mostravano una classe dal profilo elegante, esaltato dalla maestosa prua allungata e dalle linee filanti, reso imponente dal tipico albero a pagoda e dall'unico fumaiolo.

## Caratteristiche generali

### Scafo e dotazioni

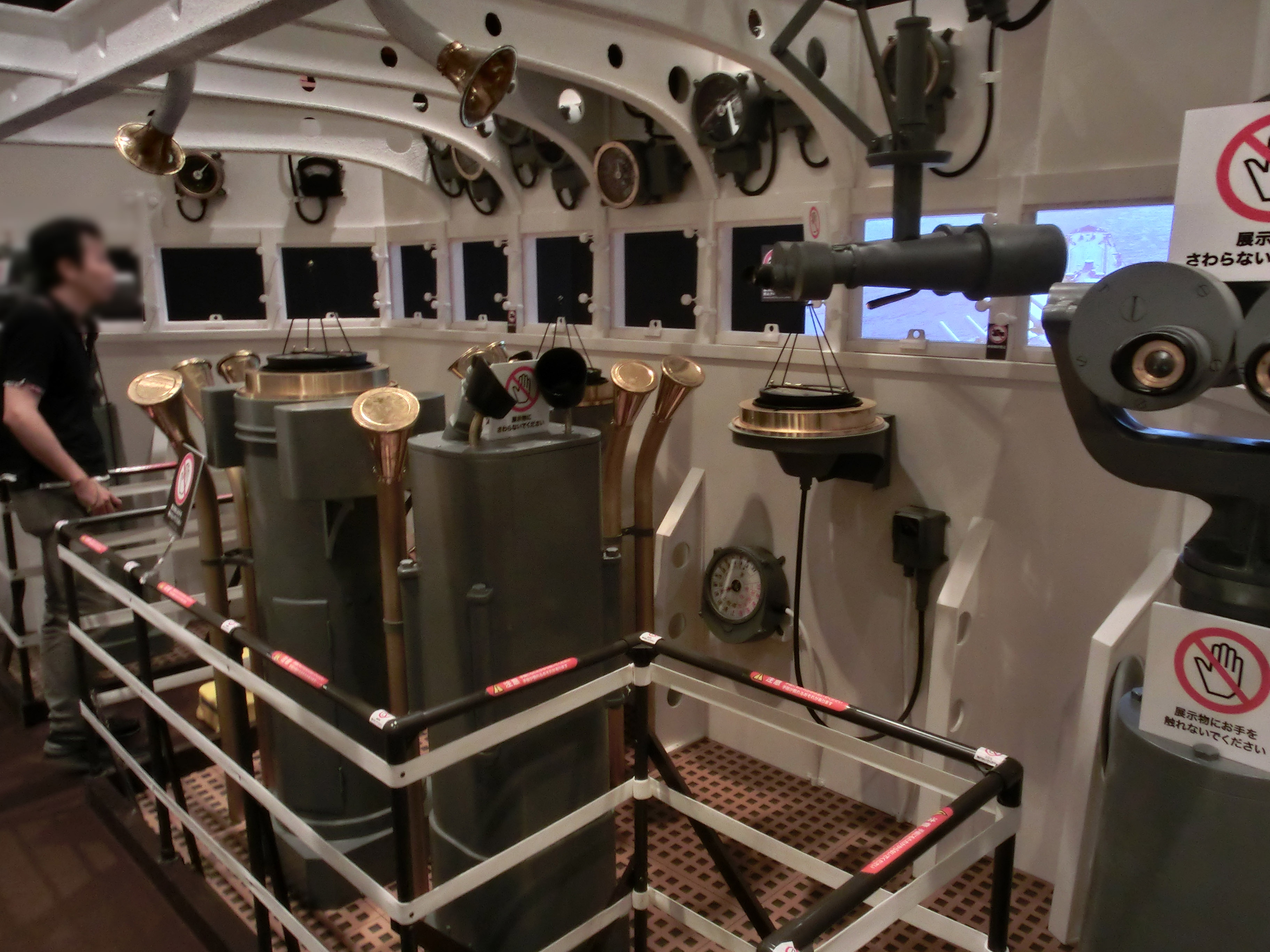
Ricostruzione del ponte di comando della classe

Le corazzate classe Yamato presentavano una lunghezza tra le perpendicolari di 244 metri, alla linea di galleggiamento di 256 metri e una lunghezza fuori tutto di 263 metri. La larghezza massima dello scafo era di ben 38,92 metri e il pescaggio a pieno carico misurava 10,79 metri: ancorché fosse un valore quasi modesto per navi di tali dimensioni, costrinse a dragare i fondali di diversi porti e ancoraggi. Il dislocamento a vuoto era pari a 63 312 tonnellate e quello a pieno carico arrivava a 71 112 tonnellate.
Il giardinetto era stato organizzato in ponte aereo, con piano di camminamento in calcestruzzo: due catapulte da 18 metri erano disposte sul rotondo di poppa e il vano sottostante era stato attrezzato come piccolo hangar, capace di ospitare fino a sette idrovolanti. Normalmente, però, ne erano trasportati solo tre o quattro per agevolare le operazioni. Al momento dell'entrata in servizio ogni esemplare aveva un equipaggio di 2 300 uomini. Il personale crebbe durante la seconda guerra mondiale e quello della Yamato, nell'aprile 1945, annoverava 3 300 uomini. Verso prua la porzione sommersa di scafo fu modellata a guisa di enorme bulbo, espediente che favoriva l'idrodinamica. La classe ebbe la colorazione tipica delle navi da battaglia nipponiche coeve, in blu-grigio marina scuro, una mistura composta per il 75% bianca, 25% nera e con un additivo blu, il cui risultato non era molto diverso dalla cromia dell'odierna Kaijō Jieitai: solo l'area a poppa non fu dipinta. Si potevano distinguere minime differenze di cupezza nelle vernici dei depositi di Maizuru (un po' più chiara), Kure, Yokosuka e Sasebo (un poco più scura); durante la guerra, comunque, scarsità di materiali causò il viraggio all'argenteo. L'opera viva era invece dipinta con un miscuglio per il 65% marrone, 20% bianco, 10% nero e 5% bianco, risultante in un color mattone scuro. Alla parte superiore del fumaiolo, dell'albero di maestra e dell'albero prodiero era applicata una tinta nera semilucida, mentre i telemetri erano bianchi quale segnale di riconoscimento. Il ponte di coperta era pavimentato a teak.

### Impianti propulsivi
La ragguardevole larghezza dello scafo era stata una precisa scelta dei progettisti che, in questo modo, poterono installare le coppie di motrici e macchinari fianco a fianco, invece che una dietro l'altra. L'impianto motore annoverava dodici caldaie Kampon e quattro turbine a ingranaggi a vapore Kampon, le quali erano vincolati a quattro alberi motore dotati di elica. La potenza sprigionata di 150 000 shp permise di rispettare le specifiche delle alte sfere, poiché era sufficiente a toccare i 27,5 nodi. Sembra anzi che la Yamato, nel giugno 1942, abbia toccato i 28 nodi di velocità massima. L'autonomia, al contrario, fu più bassa delle aspettative e si assestò sulle 7 200 miglia nautiche alla velocità di 16 nodi (13 334 chilometri a 30,4 chilometri orari). I fumi di combustione erano convogliati dalle quattro caldaie in un solo, massiccio fumaiolo integrato nelle sovrastrutture. I depositi di bordo potevano contenere circa 6 400 tonnellate di olio combustibile.
In generale la manovrabilità di navi da battaglia pur così grandi era eccellente; anche ad alte velocità si potevano imprimere piccoli assestamenti al timone che non compromettevano la stabilità né, di conseguenza, le operazioni di fuoco.

### Armamento

#### Batterie principali

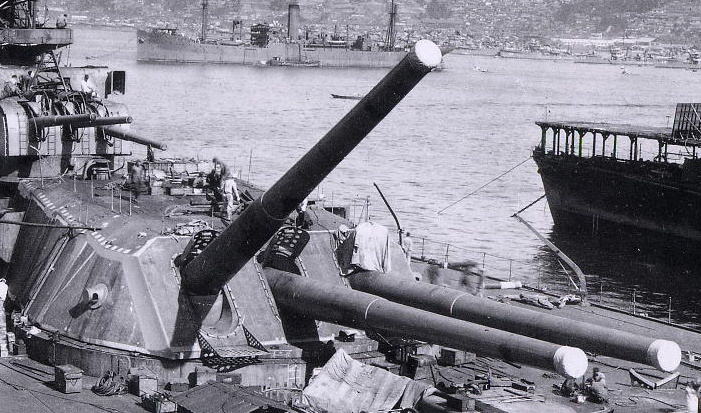
La Yamato in costruzione: in evidenza la torre poppiera armata con tre Type 94 da 460 mm; in alto a sinistra l'installazione per i Type 3 da 155 mm

La classe Yamato aveva il suo armamento principale in nove cannoni detti 40 cm/45 Type 94: in realtà questa designazione ufficiale serviva a dissimularne il vero calibro di 460 mm e la vera età (erano stati progettati dal 1939 e non dal 1934, che avrebbe giustificato i numeri del calendario imperiale). Solo il "45" indicava l'effettiva lunghezza in calibri della canna – pari cioè a 20,7 metri. Si tratta perciò dei più grandi pezzi d'artiglieria mai montati su una nave da battaglia. Erano organizzati in tre torri triple, due a prua sovrapposte e una a poppa: ciascuna, compresi i meccanismi di rotazione e la barbetta sottostante al ponte di coperta, pesava 2 818 tonnellate. Ogni cannone sparava un proietto da 1 460 chili a un rateo di fuoco di 1,5 colpi al minuto, godendo di una gittata massima (alzo a +45°) di circa 42 000 metri. Questa munizione standard era la Type 91 perforante a cappuccio che, dalla distanza di 20 000 metri circa, poteva penetrare corazzature spesse quasi 500 mm. Era poi distribuita la Type 0 ad alto esplosivo, dal peso di 1 360 chili circa. Nel corso della seconda guerra mondiale l'aumentare della minaccia aerea e la modesta efficienza delle armi preposte al contrasto degli apparecchi nemici convinsero i giapponesi a sviluppare uno speciale proietto per il Type 94, equipaggiato con più spolette che innescavano gruppi di tubi ripieni di shrapnel e sostanze incendiarie ad altezze e distanze preselezionate. Denominati Type 3, una volta usati in battaglia si rivelarono però più spettacolari che efficaci.
Per impegnare obiettivi meno sostanziosi o protetti delle grandi navi da battaglia che le Yamato avrebbero in teoria dovuto affrontare, era presente una batteria secondaria di dodici cannoni Type 3 da 155 mm L/50, suddivisi in quattro torrette triple: una a prua, sopraelevata, tra la torre principale numero due e il ponte di comando; una in ritirata sovrapposta alla terza torre con pezzi da 460 mm; infine le ultime due sul ponte di coperta, ai lati dell'imponente sovrastruttura. Ciascuna torretta pesava 177 tonnellate. Queste armi provenivano dagli esemplari classe Mogami che, proprio nella seconda metà degli anni trenta, erano in corso di trasformazione da incrociatori leggeri a pesanti e avevano perciò scambiato i pezzi principali con cannoni Type 3 modello 2 da 203 mm: con un rateo di fuoco di 5 colpi al minuto e una gittata massima (alzo a +45°) di quasi 21 000 metri, i giapponesi avevano sperato di poter irrobustire con i Type 3 la contraerea. Alla prova dei fatti i cannoni dettero una pessima prova nel contrasto ai velivoli avversari, tanto che le torrette laterali furono rimosse.

#### Calibri minori

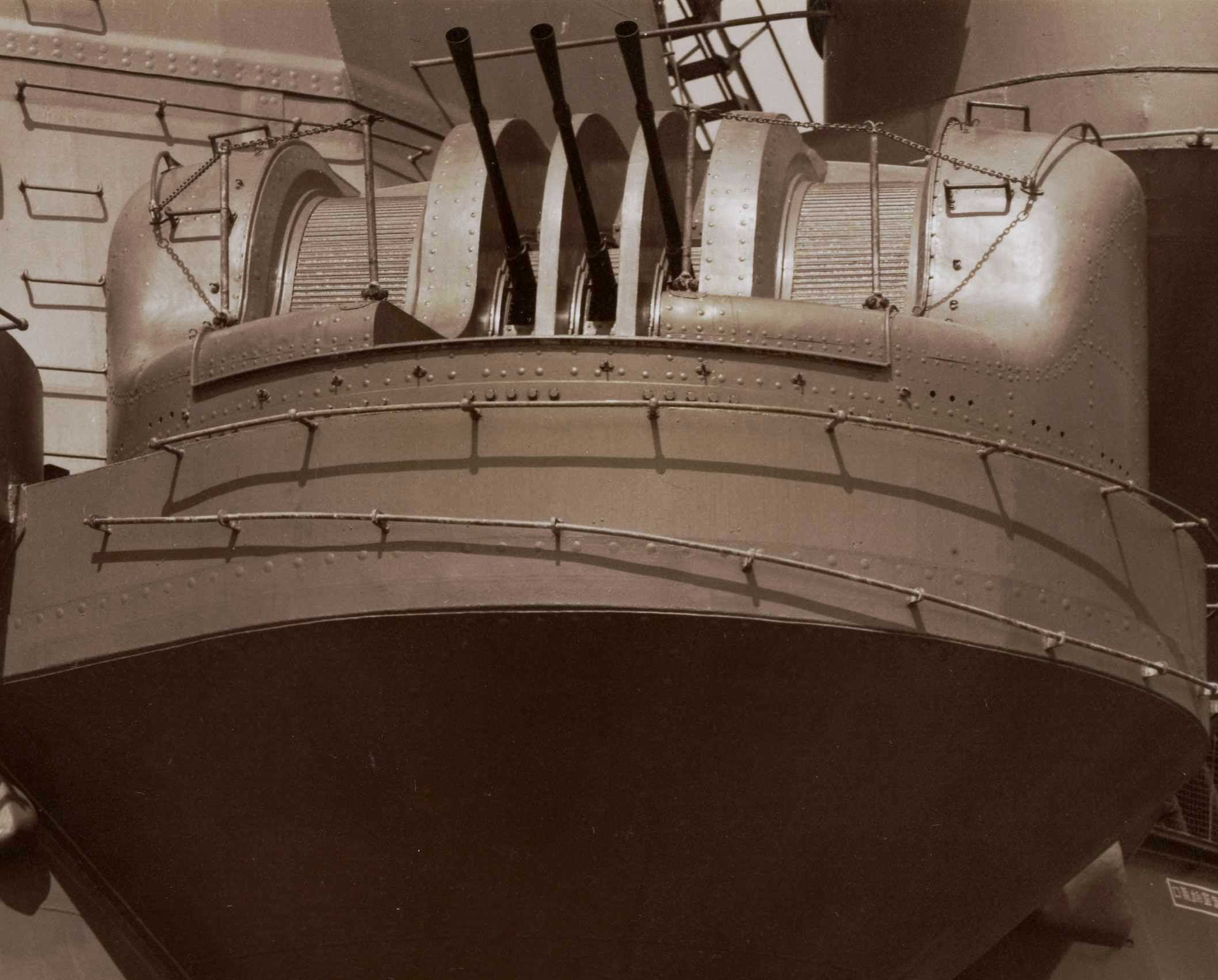
Dettaglio della contraerea leggera a bordo della Musashi: un impianto trinato su cannoni automatici Type 96, protetto da guscio corazzato

I calibri minori della classe erano dedicati soprattutto al tiro contraereo. Come da progetto erano stati previsti dodici cannoni Type 89 da 127 mm L/40, organizzati a coppie in sei impianti, tre per ciascuna fiancata; erano sistemati dietro e sopra le torrette trinate da 155 mm. Il Type 89 era un'arma discreta, capace di una gittata massima di 14 600 metri circa (sebbene sopra i 5 000 metri le prestazioni calassero alquanto) e con un rateo di fuoco sostenuto di 8 colpi al minuto; in caso di necessità il rateo massimo poteva arrivare anche a 14 colpi al minuto. Tuttavia i sistemi di controllo del tiro erano inaffidabili e i marinai giapponesi erano addestrati in particolare al fuoco di sbarramento, calcolato secondo la presunta quota dei velivoli attaccanti. Di conseguenza, contro i relativamente piccoli e agili apparecchi tipici delle portaerei, una tattica simile si rivelò poco fruttuosa.
La difesa contraerea sulle brevi distanze era stata affidata a ventiquattro cannoni Type 96 da 25 mm L/60 (otto installazioni triple distribuite attorno alle sovrastrutture) e a quattro mitragliatrici pesanti Type 93 da 13,2 mm, piazzate vicino alla torre di comando. Entrambe le armi erano le versioni nipponiche di due prodotti francesi, inizialmente fabbricati su licenza: rispettivamente la Hotchkiss Mle 1938 e la Hotchkiss Mle 1929. A dispetto della grande profusione sulle Yamato e più in generale su quasi tutte le classi della Marina imperiale, il Type 96 fu un cannone contraereo mediocre: brandeggio e alzo lenti, eccessive vibrazioni e vampate durante il ciclo di sparo, basso rateo di fuoco dovuto alla necessità di cambiare di continuo i caricatori (a loro volta di modesta capienza), incapacità degli apparati di mira di inquadrare bersagli in rapido movimento. Deficienze simili valevano anche per le Type 93 che, nella seconda metà della guerra, furono ulteriormente svantaggiate dal calibro in 13,2 mm e dal limitato potere d'arresto della munizione.

#### Controllo del tiro
Manovra, puntamento e tiro del numeroso armamento erano demandati a diversi strumenti. I pezzi da 460 mm e da 155 mm facevano riferimento a due direttori del tiro Type 98, uno posizionato in cima all'albero a pagoda per le torri di prua, l'altro sistemato tra il fumaiolo e la torretta posteriore da 155 mm. Il Type 98 apicale era stato costruito sopra un grande camera dotata di telemetro da 15 metri, che serviva tutte le torri principali. Proseguendo verso il basso lungo l'albero a pagoda si trovavano la stazione di combattimento per l'antiaerea, il ponte di combattimento e uno dei direttori Type 95 per il tiro dei pezzi automatici da 25 mm. Due altri erano presenti ai lati del fumaiolo.

## Protezione

Schema della disposizione delle corazzature

Sulla classe Yamato la corazzatura in acciaio ammontava a 22 894 tonnellate, pari al 33,1% del dislocamento totale di progetto, e ciò le ha rese le navi militari più protette di sempre. Le corazzature furono concentrate nella "cittadella", ovvero la porzione centrale dello scafo dove si trovavano gli organi vitali e le armi delle unità (motivo ulteriore che spiega la generosa larghezza massima). Alla cintura la corazzatura era spessa 410 mm, inclinata verso l'interno di 20° e per la metà al di sotto della linea di galleggiamento. La cintura inferiore, completamente sommersa, era spessa 280 mm in corrispondenza dei depositi di munizioni e decresceva ancora a 203 mm nella zona della sala macchine. Le due estremità della cittadella erano segnate da due paratie trasversali allo scafo spesse 300 mm. Il ponte di coperta era stato dotato di lastre spesse, a seconda della zona, da 200 mm a 230 mm: tecnici e ufficiali ritenevano che protezioni di tal genere avrebbero resistito a bombe aeree da 1 000 chili, sganciate da una quota di 1 000 metri.
Le blindature delle torri principali furono particolarmente curate. Le barbette ebbero una scudatura frontale da 550 mm e laterale da 410 mm, in tutti e due i casi ottenuta con acciaio indurito mediante speciale trattamento. Le torri in sé avevano una corazzatura frontale spessa ben 660 mm, sulle fiancate da 255 mm e sul retro da 240 mm; sul tetto aumentava nuovamente a 410 mm. La massiccia torre di comando era avviluppata in un guscio corazzato che in certe zone arrivava a 500 mm. Contro le minacce subacquee fu saldata all'opera viva una controcarena anti-siluro che si estendeva dalla linea di galleggiamento alla chiglia. La classe non era comunque invulnerabile. Difatti la lunga prua e la poppa non avevano alcun genere di protezione, proprio per risparmiare sulla già ragguardevole stazza, e facevano affidamento sulla sola compartimentazione stagna, rafforzata da una riserva di galleggiamento totale ammontante a 58 639 tonnellate, da affidabili misure per il controllo danni (specie riguardo al controallagamento) e da un sistema di pompaggio. Era poi stato calcolato che la stabilità e la sicurezza delle corazzate erano assicurate sino a 20° di sbandamento. Questi accorgimenti, però, erano in gran parte vanificati dal troppo grande volume dei singoli spazi compartimentanti: voleva dire che in caso di falla si sarebbe imbarcata tanta acqua da provocare uno sbandamento. Inoltre, in battaglia, ci si rese conto sia che le pompe non erano capaci di eliminare vasti allagamenti a prua o a poppa, sia che i siluri erano un pericolo concreto; particolarmente esposto era il complesso propulsore, lungo la cui estensione la controcarena era profonda 50 metri – ovvero, meno di quanto fosse possibile trovare su navi da battaglia estere coeve.
Sorsero altri due gravi problemi, una volta che la Yamato e la Musashi entrarono in servizio. Il primo riguardò la giuntura tra le fasce superiore e inferiore della cintura corazzata: in molti punti era infatti difettosa e, in caso di cedimento, la sicurezza della cittadella sarebbe stata pressoché annullata. Nel corso del 1943 gli Stati Uniti introdussero il Torpex, dal potere dirompente maggiore del tradizionale TNT e che, dunque, rese d'improvviso inadeguata la concezione e la consistenza delle corazzature delle Yamato.

## Costruzione
Le prime due unità della classe furono previste nell'anno fiscale 1936. Prima di poter cominciare la costruzione delle corazzate fu necessario ristrutturare i cantieri scelti, l'arsenale della marina a Kure per la capoclasse Yamato e l'impianto della Mitsubishi a Nagasaki per la Musashi. Il primo fu dragato per abbassare il fondale e fu equipaggiato con speciali gru a cavalletto, fondamentali per sollevare e muovere le parti della corazzatura; i cantieri Mitsubishi furono allargati e la rampa dello scalo fu aumentata di 15 metri sul lato della terraferma, previo lo sbancamento di una collina adiacente. Furono adottate draconiane misure di sicurezza e depistaggio per mantenere il segreto su queste navi e, in effetti, l'intelligence statunitense non riuscì mai a fornire un'accurata descrizione della classe. Un'altra soluzione per nascondere l'esistenza della classe coinvolse l'aspetto finanziario: gli enormi costi furono suddivisi e redistribuiti tra gli anni fiscali, come se si trattasse di altre navi; ciò accadde per esempio con la classe Kagero di cacciatorpediniere di squadra, alcune unità della quale erano del tutto fittizie.
Nell'anno fiscale per il 1939 furono autorizzate altre due supercorazzate, la Shinano e la "Nave numero 111", cui non fu mai dato un nome definitivo perché, nel novembre 1941, la costruzione fu interrotta quando lo scafo era completo al 30%. La Shinano continuò a essere assemblata secondo un progetto in parte rivisto, specie riguardo all'armamento contraereo che avrebbe incluso i nuovi cannoni Type 98 da 100 mm. Al contrario, dopo la battaglia delle Midway nel giugno 1942, i lavori furono brevemente sospesi e lo stato maggiore ordinò di convertirla in portaerei direttamente in cantiere. Fu infine previsto un quinto esemplare, indicato come "Nave numero 797", per l'anno fiscale 1941: questa corazzata, comunque, non fu neppure impostata e ogni piano in merito fu abbandonato all'inizio delle ostilità in Asia e nel Pacifico contro gli Alleati.

## Unità
| Nome            | Cantiere              | Impostazione    | Varo                                                               | Completamento    | Destino finale |
| --------------- | --------------------- | --------------- | ------------------------------------------------------------------ | ---------------- | --- |
| Yamato          | Kure                  | 4 novembre 1937 | 8 agosto 1940                                                      | 16 dicembre 1941 | Affondata da attacchi aerei il 7 aprile 1945 nel Mar Cinese Orientale (30°22′N 128°04′E)                                      |
| Musashi         | Mitsubishi (Nagasaki) | 29 marzo 1938   | 1º novembre 1940                                                   | 5 agosto 1942    | Affondata da attacchi aerei il 24 ottobre 1944 durante la battaglia del Golfo di Leyte nel Mare di Sibuyan (12°50′N 122°35′E) |
| Shinano         | Yokosuka              | 4 maggio 1940   | Decisa la conversione in portaerei nel giugno 1942; 8 ottobre 1944 | 19 novembre 1944 | Affondata da un sommergibile il 29 novembre 1944 a sud di Shima (32°00′N 137°00′E)                                            |
| Nave numero 111 | Kure                  | 7 novembre 1940 |                                                                    |                  | Costruzione fermata nel novembre 1941, scafo smantellato dal marzo 1942                                                       |

## Impiego operativo

### Le navi da battaglia
Dopo la crociera di messa a punto, la Yamato fu scelta il 12 febbraio 1942 come nave ammiraglia della Flotta Combinata, imbarcando l'ammiraglio Isoroku Yamamoto e lo stato maggiore; il 27 maggio fu considerata pronta a sostenere azioni di guerra e in effetti schierata per la vasta operazione Midway. Era incaricata, con le altre corazzate della 1ª Flotta, di finire le forze di superficie della United States Pacific Fleet già indebolite dalla 1ª Flotta aerea; la battaglia, invece, terminò con la distruzione di quattro portaerei giapponesi e la Yamato ripiegò col resto delle forze nipponiche. In agosto fece rotta per la base di Truk nelle isole Caroline e lì rimase ormeggiata per mesi, senza partecipare alla campagna di Guadalcanal, tanto da guadagnarsi l'ironico nomignolo di "Hotel Yamato" che si spiegava, anche, con i moderni e confortevoli alloggi per gli ufficiali. Nel frattempo la Musashi era entrata in servizio e, dopo l'addestramento e la preparazione, il 18 gennaio 1943 salpò dal Giappone e arrivò a Truk il 22: qui le due unità poterono effettivamente formare la 1ª Divisione corazzate e la Musashi divenne nuova ammiraglia, ma lo stato di inattività si protrasse.

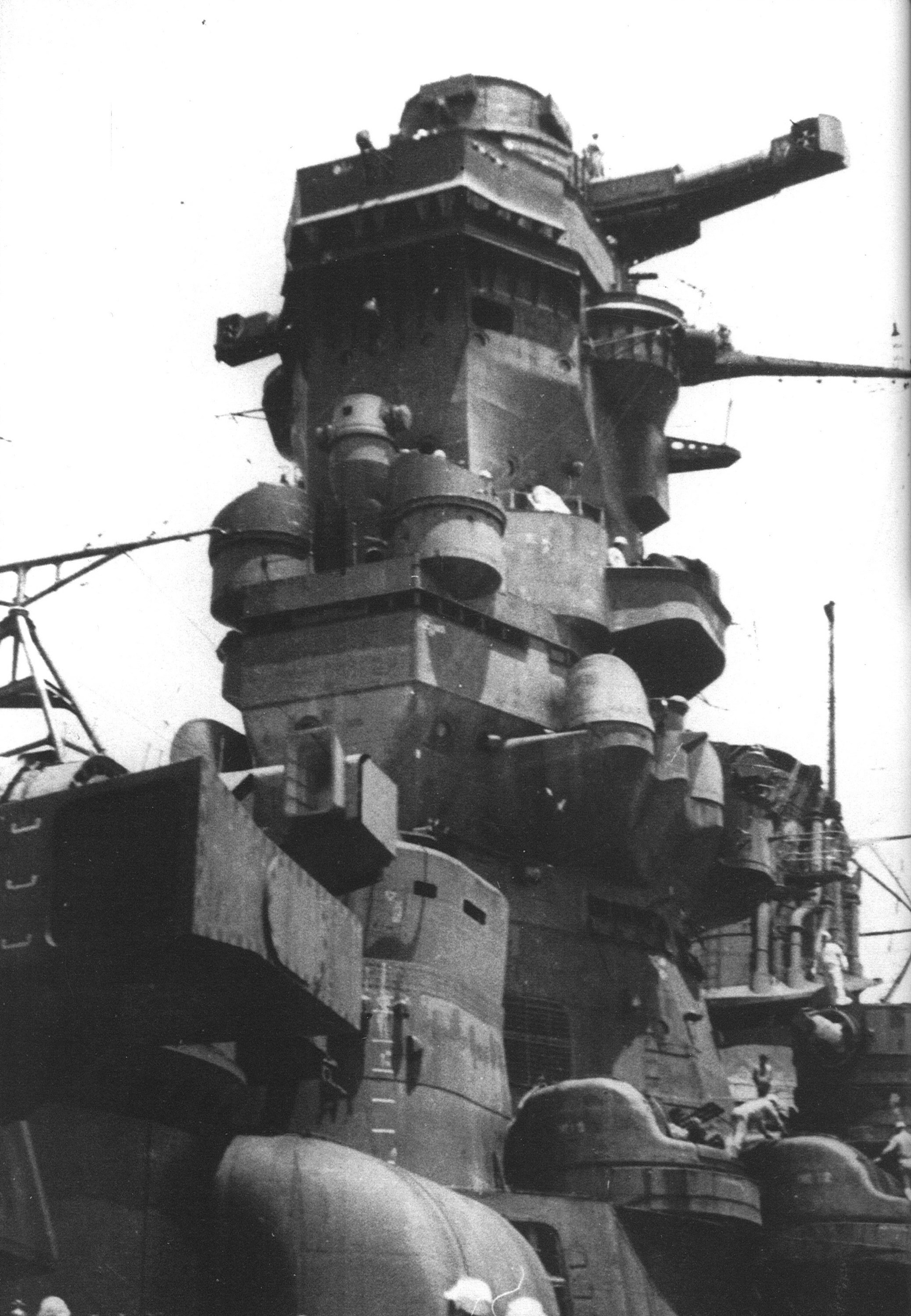
Il caratteristico albero a pagoda della classe: sono bene evidenti i ponti, il telemetro e i direttori del tiro

Nel maggio 1943 la Yamato partì per il Giappone e si fermò a Kure per riparazioni, pulizia della carena e modifiche varie eseguite durante luglio. Sopra alla camera del telemetro furono inchiavardati due radar Type 21, mentre ponte di coperta e sovrastruttura si arricchirono di quattro affusti trinati di Type 96 da 25 mm. Le medesime aggiunte erano già state applicate alla Musashi durante la messa a punto e, sempre nel luglio 1943, la corazzata aggiunse altri due radar, del modello Type 22. Peraltro anch'essa era rientrata nelle acque metropolitane per recare a Tokyo le ceneri dell'ammiraglio Yamamoto (ucciso in un'imboscata aerea sopra Bougainville il 18 aprile 1943); il 24 giugno l'equipaggio ebbe l'onore di accogliere a bordo l'imperatore Hirohito. In agosto la Yamato e la Musashi tornarono a Truk. Nella prima metà di ottobre la sola Musashi guidò un'uscita in forze della Flotta Combinata verso l'isola di Wake, bombardata il 6 ottobre dalle portaerei della Quinta Flotta statunitense: non fu, tuttavia, stabilito alcun contatto con il nemico. Vista la capienza delle corazzate, gli alti comandi cominciarono ad adoperarle saltuariamente per spostare truppe e rifornimenti. Nel corso di una missione di questo tipo, la Yamato fu per la prima volta danneggiata, il 25 dicembre 1943, a opera del sommergibile USS Skate a nord-ovest della rada atollina; uno o due siluri colpirono sulla dritta, vicino alla torre poppiera con cannoni da 460 mm. Lo scoppio fu tale da strappare la giunzione tra le due fasce della cintura corazzata, provocando l'inondazione del magazzino della torre (3 000 tonnellate d'acqua). La Yamato dovette tornare a Truk, ricevere provvisorie riparazioni e quindi fare rotta per il Giappone nel gennaio 1944, imitata a febbraio anche dalla Musashi che si fermò a Yokosuka. La rada di Truk, infatti, era ormai minacciata dai gruppi di portaerei della Quinta Flotta che la devastarono il 16 e 17 febbraio.
Al sicuro nelle acque nipponiche, la Yamato fu rimessa in sesto e sottoposta a un secondo ciclo di potenziamento: le torrette laterali con pezzi da 155 mm furono rimosse per fare spazio a sei impianti binati con cannoni Type 89 da 127 mm (tre per fiancata); furono installati radar Type 22 e Type 13; la contraerea leggera aggiunse ventiquattro affusti tripli di Type 96, più altri sedici cannoni da 25 mm su affusto singolo. La Musashi, invece, già alla fine di febbraio aveva preso a bordo due battaglioni di fanteria e li aveva trasportati alle isole Palau, nuova sede della Flotta Combinata dove infatti rimase ormeggiata. Nella notte del 29 marzo levò le ancore e iniziò la traversata verso il Giappone, poiché le difese erano in allerta per respingere una sicura incursione aeronavale statunitense; fu però attaccata dal sommergibile USS Tunny che la centrò a prua con un siluro: dalla falla penetrarono nella nave oltre 3 000 tonnellate d'acqua ma la Musashi riuscì ad arrivare a Kure in aprile per immediato raddobbo. Nel corso dei lavori fu privata delle torrette laterali da 155 mm, rimpiazzate da sei installazioni triple di Type 96; ulteriori cannoni da 25 mm (sette impianti tripli e venticinque pezzi su supporto individuale) furono disseminati lungo il ponte e sulla sovrastruttura. La Yamato, a sua volta, proprio in aprile aveva fatto rotta per il Sud-est asiatico e si fermò all'ancoraggio protetto delle isole Lingga il 1º maggio; fu raggiunta pochi giorni dopo dall'unità sorella. Il 10 giugno la classe ricevette ordini di prepararsi a salpare per portare a compimento l'operazione Kon, l'invio di importanti rinforzi alla guarnigione dell'isola di Biak, sotto attacco; ma, pochi giorni dopo, le due corazzate furono dirottate a nord-est, verso le isole Marianne, per partecipare alla decisiva battaglia del Mare delle Filippine: assegnate alla forza d'avanguardia, furono utili solo per lo sbarramento contraereo, non furono danneggiate e ripiegarono verso le Lingga. La Yamato, tuttavia, andò prima in Giappone per caricare, tra il 29 giugno e l'8 luglio, altri cinque Type 96 contraerei singoli. Le corazzate si riunirono a Lingga a luglio.

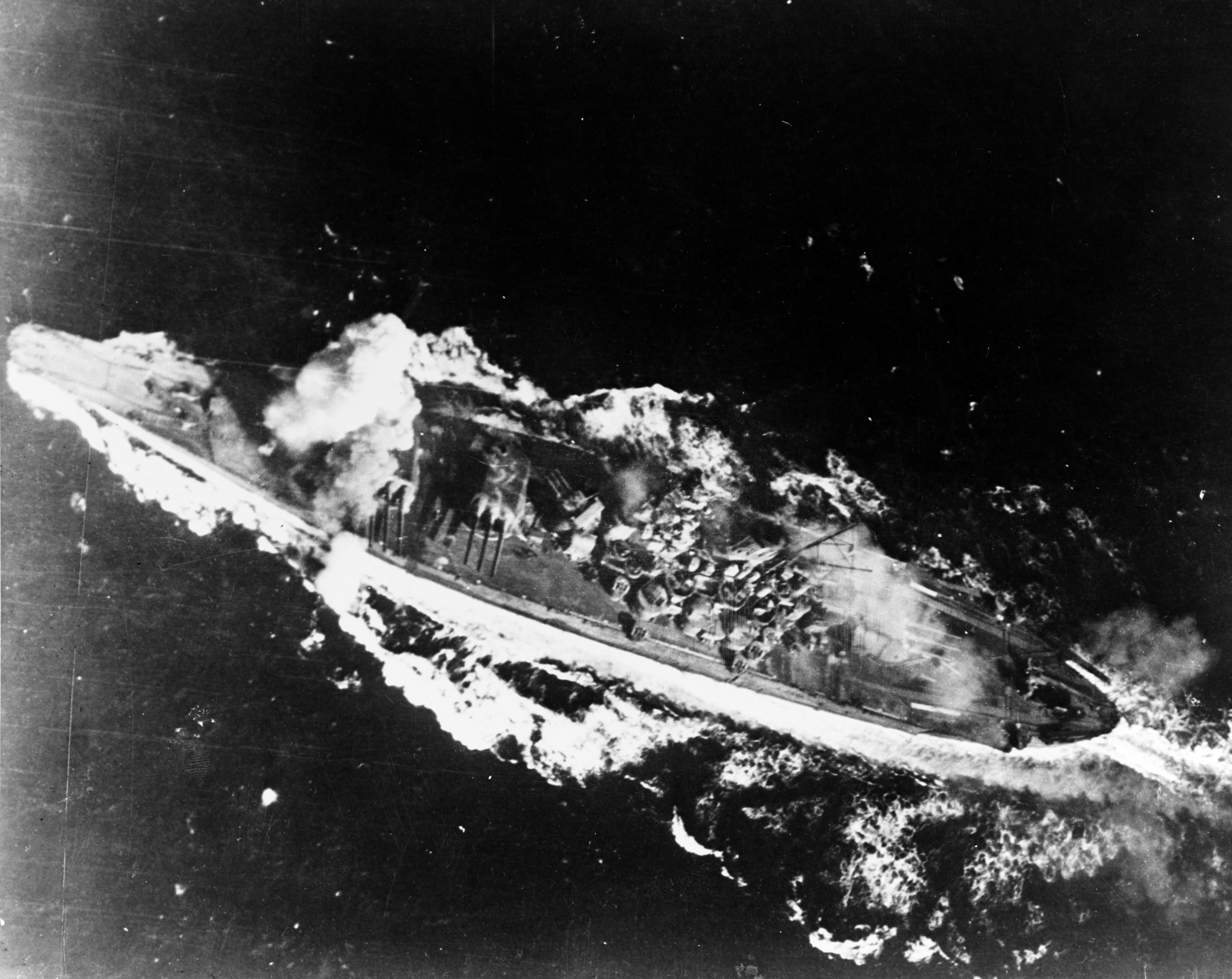
Battaglia del Mare di Sibuyan: la Yamato è colpita da un ordigno

Entrambe le unità furono coinvolte nel disperato piano per battere la Marina statunitense non appena fosse iniziata l'invasione delle Filippine. La Yamato, la Musashi e altre navi da battaglia (insieme con il grosso della 2ª Flotta) avrebbero dovuto distruggere, con la loro devastante potenza di fuoco congiunta, le spiagge degli sbarchi a Leyte e soprattutto le unità anfibie. La squadra giapponese fu localizzata il 23 ottobre e il giorno dopo sopportò pesanti attacchi aerei durante la traversata del Mar di Sibuyan; la Musashi divenne presto l'obiettivo privilegiato delle ondate e l'incredibile numero di pezzi contraerei – solo i Type 96 erano 130 – non la salvò. Fu raggiunta da oltre venti tra bombe e siluri e affondò la sera del 24 con più di 1 000 morti. La Yamato fu centrata sulla torre numero uno da due bombe, senza effetto, ma una terza riuscì a perforare la prua sinistra e si dovette ricorrere al controallagamento per risolvere uno sbandamento di 5°. La mattina del 25 la Yamato aprì il fuoco, per la prima e unica volta nella sua carriera, contro altre navi militari, precisamente le portaerei di scorta e i cacciatorpediniere della Settima Flotta statunitense, colpendo obiettivi. Manovre evasive per evitare siluri, comunque, costrinsero la Yamato a deviare verso nord lontano dal furioso combattimento. Durante la ritirata generale giapponese del 26, la Yamato incassò altre due bombe aeree, una vicino alla torre sopraelevata e la seconda sul castello di prua, ma i danni furono modesti e poté così raggiungere prima Brunei e, infine, Kure il 23 novembre. Subito messa in bacino di carenaggio, fu accuratamente riparata e, in questa occasione, furono rimossi tutti i cannoni da 25 mm su affusto singolo rivelatisi poco pratici. In cambio ricevette nove impianti tripli di Type 96, portandone il totale a ben 152.

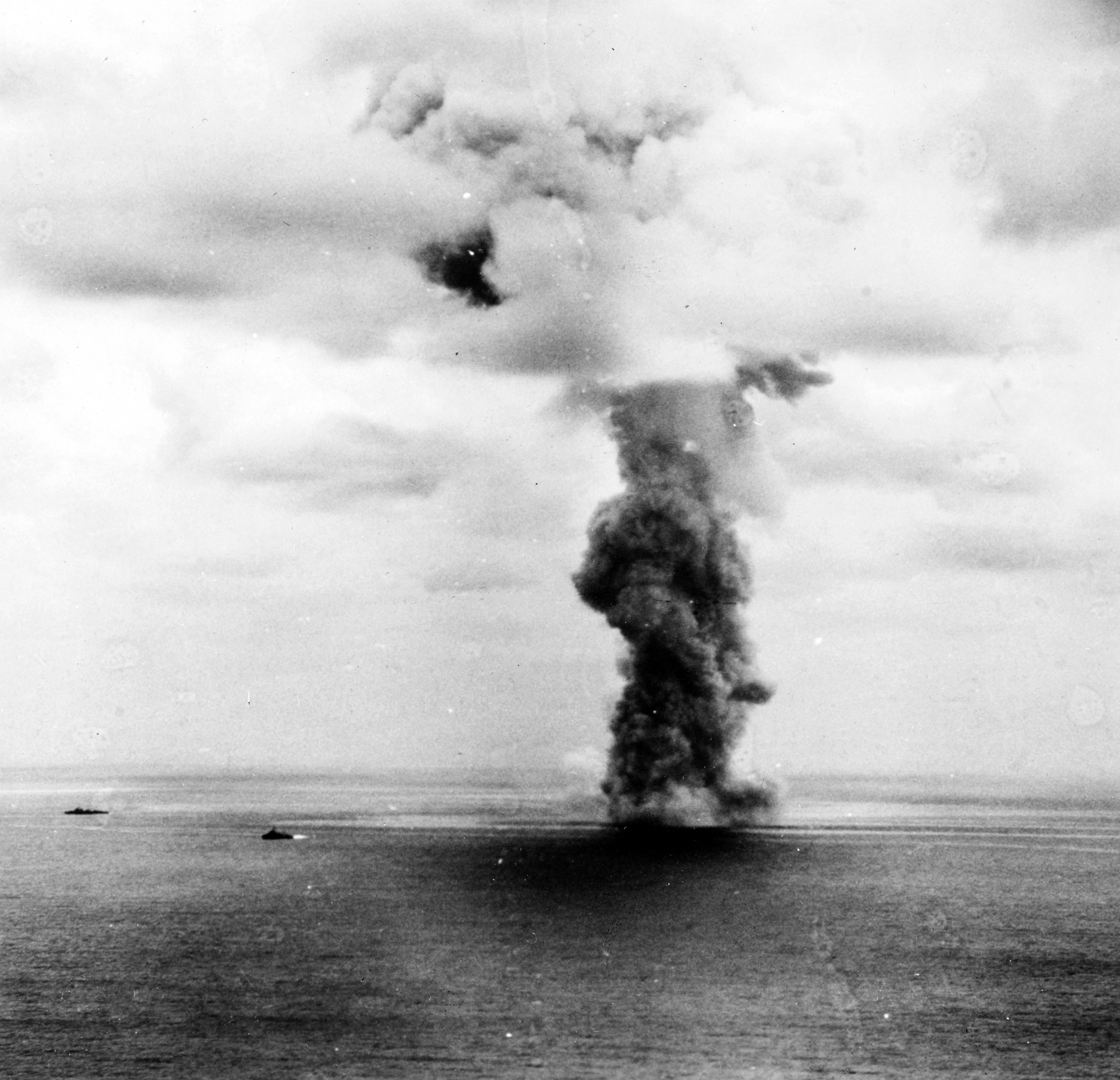
Il fungo generato dall'esplosione della Yamato

Il 19 marzo 1945 la Yamato fu coinvolta in una grande incursione portata dai gruppi imbarcati statunitensi su Kure e nel Mare interno di Seto e una bomba scoppiò sul ponte di comando, provocando comunque danni minimi. A inizio aprile fu scelta quale ammiraglia della menomata 2ª Flotta per condurre l'operazione Ten-Go, ovvero fare rotta su Okinawa, dove forze statunitensi erano sbarcate il 1º, e incagliarsi deliberatamente per sostenere la guarnigione con la poderosa artiglieria di bordo. Scopo secondario era, anche, attirare l'attenzione della flotta di portaerei nemiche per sgombrare i cieli dell'isola e facilitare un grande attacco kamikaze previsto per il 6 e 7 aprile. La formazione nipponica (la Yamato, un incrociatore e otto cacciatorpediniere) fu individuata praticamente subito e, il 7 aprile, fu oggetto di nutriti attacchi aerei; per ore la Yamato fu bersagliata con bombe (almeno otto, che però non perforarono il ponte corazzato) e siluri, dei quali sicuramente undici andarono a segno. Gli aerosiluranti concentrarono gli ordigni a babordo, provocando così un incontrollabile allagamento su un solo lato. La Yamato si capovolse sulla sinistra e, mentre affondava, i depositi di poppa per i proietti da 460 mm saltarono in aria, distruggendo gran parte della nave. Le unità giapponesi che sopravvissero trassero in salvo solo 269 membri dell'equipaggio, che alla data era formato da 3 332 uomini.

### L'unità convertita
Uscita dai cantieri il 19 novembre 1944, la Shinano non era ancora del tutto pronta e il 28 novembre salpò alla volta di Kure, accompagnata da tre cacciatorpediniere in quella che era la sua prima crociera. Nella tarda serata, però, il sommergibile USS Archerfish s'imbatté nella formazione e la inseguì sino alle prime ore del 29 novembre quando, per una serie di circostanze, riuscì a portarsi in posizione e a lanciare sei siluri, quattro dei quali colpirono la Shinano, che ne fu devastata. In fiamme e fuori controllo, affondò la mattina del 29 novembre.

## Classe A-150
Già nel 1938-1939 cominciò la progettazione della successiva classe di supercorazzate, detta A-150, che fu pronto in un momento imprecisato del 1941. La costruzione avrebbe dovuto iniziare nel 1942 ma, dopo la battaglia delle Midway, ruolo e compiti delle corazzate furono messi in dubbio e il progetto fu cancellato per dirottare maggiori risorse alla costruzione di altri tipi di navi più utili. Alla fine della guerra i documenti relativi al progetto A-150 furono quasi tutti distrutti, destino condiviso da quelli della classe Yamato: gli unici dati certi sopravvissuti riguardano l'armamento principale (sei cannoni da 510 mm) e la corazzatura dello scafo (spessore di 460 mm). Poco si sa sull'armamento secondario, sennonché era stato scelto l'ottimo pezzo Type 98 da 100 mm non definitivo. Si pensa che il dislocamento finale avrebbe potuto essere di circa 71 000 tonnellate, pressoché uguale a quello delle Yamato.